# Windows 98
Windows 98 (nume de cod Memphis) a fost un sistem de operare cu interfată grafică lansat la 25 iunie 1998 de compania Microsoft, fiind succesorul lui Windows 95. Windows 98 a fost primul sistem de operare care a folosit Windows Driver Model(WDM). La ora actuală nu mai este un produs curent al companiei. La fel ca predecesorul său a fost un sistem pe 16 biți/32 biți bazat pe MS-DOS. Windows 98 a fost succedat de Windows Me (Me de la Millenium edition) - la 14 septembrie 2000.
Windows 98 Second Edition (prescurtat SE) a fost o versiune îmbunătățită a sistemului  Windows 98, lansată de Microsoft la 5 mai 1999. A inclus diverse actualizări (update), suport pentru dispozitive USB și înlocuirea navigatorului web Internet Explorer 4.0 cu Internet Explorer 5.0. A mai inclus și Internet Connection Sharing, Microsoft Meeting 3.0 și suportul integrat pentru DVD-ROM. O listă a componentelor incluse poate fi găsită la .

## Cerinte de sistem
- Procesor 486DX-2/66 MHz sau mai nou (recomandat procesor Pentium)
- 16 MB RAM (24 MB recomandat)
- Spațiu minim pe HDD 500 MB
- Rezoluția monitorului VGA sau mai nou
- CD-ROM sau DVD-ROM